# Liste der Monuments historiques in Luisetaines
Die Liste der Monuments historiques in Luisetaines führt die Monuments historiques in der französischen Gemeinde Luisetaines auf.

## Liste der Objekte
| Bezeichnung | Beschreibung           | Standort                                | Kennzeichnung | Schutzstatus | Datum | Bild |
| ----------- | ---------------------- | --------------------------------------- | ------------- | ------------ | ----- | ---- |
| Antependium | Stoff, 19. Jahrhundert | in der Kirche St-Martin-de-Braga (Lage) | PM77003014    | Inscrit      | 1978  |      |